# Top Secret Drum Corps

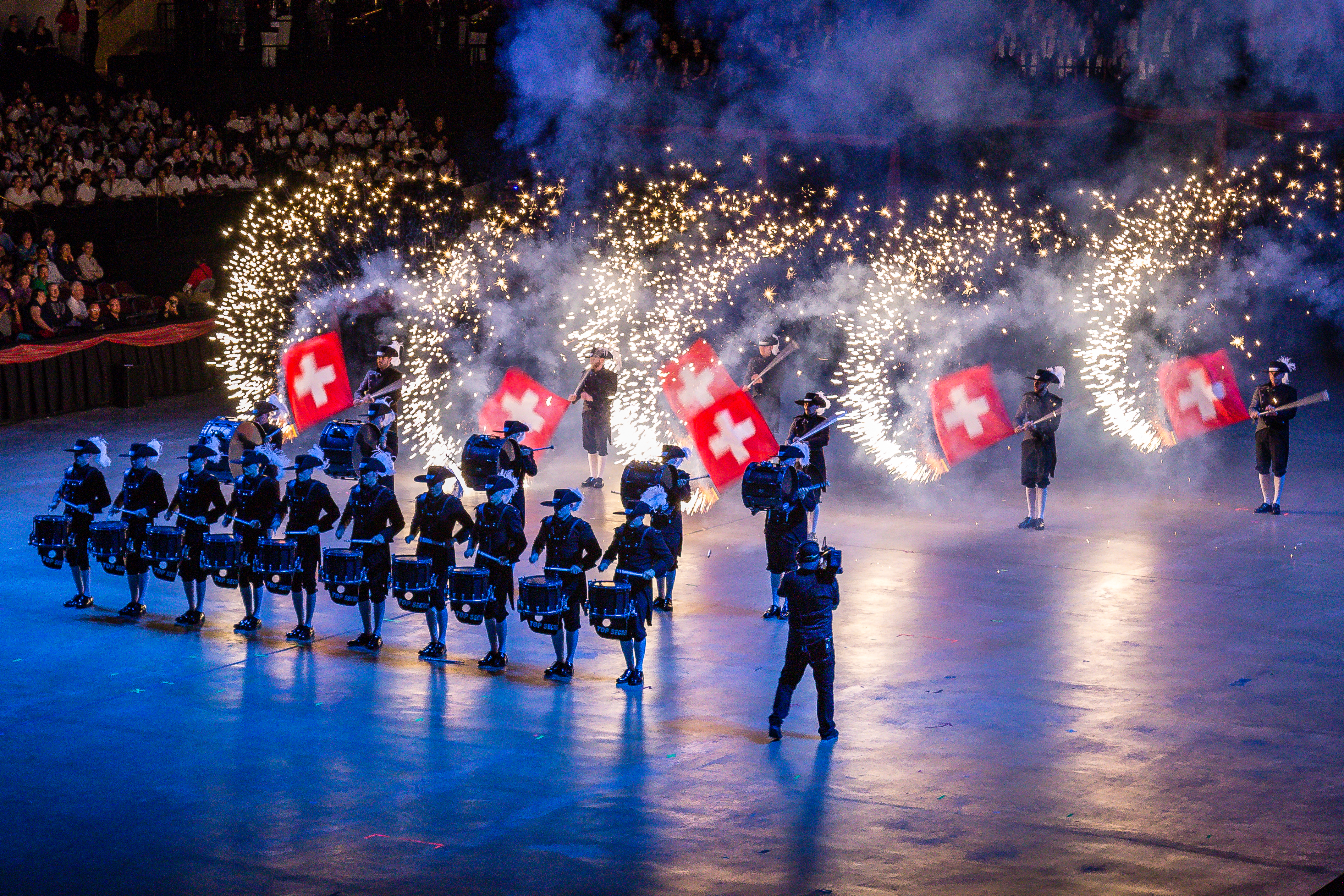
Top Secret Drum Corps à l'Edinburgh Military Tattoo en 2016

Le Top Secret Drum Corps est un groupe de percussions originaire de la ville de Bâle, en Suisse. Composé de vingt-cinq joueurs de tambour, ce corps non militaire est devenu célèbre grâce à sa prestation à l'Edinburgh Military Tattoo en 2003.
Le 17 mail 2025, le groupe participe à la parade des drapeaux de la finale du concours Eurovision de la Chanson, qui se déroulait à Bâle. 

## Description
Top Secret Drum Corps a été fondé en 1991. Il prend ses racines au sein des traditions de percussion de la ville de Bâle située en Suisse où l’on compte au moins, pour son carnaval annuel Fasnacht, plus de 3000 batteurs. Le groupe est composé de vingt-cinq joueurs de tambour. Ces derniers sont issus de milieux divers : banquiers, fonctionnaires, ouvriers d'usine, étudiants et autres. La composition du groupe varie souvent en raison de l'exigence demandée aux percussionnistes.

## Edinburgh Military Tattoo
Depuis 2003, Top Secret Drum Corps se produit tous les trois ans au sein du Royal Edinburgh Military Tattoo en Écosse.